# Anlassverfahren
Als Anlassverfahren bezeichnet man in der Elektrotechnik Methoden, die dazu dienen, den Anzugsstrom von Elektromotoren zu reduzieren. Die einzelnen Anlassverfahren werden entsprechend den Netzverhältnissen, der Höhe des Anlaufstromes und der Hochlaufdauer an den jeweiligen Motortyp angepasst.

## Grundlagen
Bei der Inbetriebnahme eines Elektromotors ist der Einschaltstrom erheblich größer als der Nennstrom. Diese Stromspitzen belasten das Stromnetz, so dass es in schwachen Netzen zu störenden Netzeinbrüchen kommen kann. Deshalb dürfen im öffentlichen Netz nur Motoren mit einem Anzugsstrom von maximal 60 Ampere direkt angelassen werden (DOL = direct online). Bei Einphasenmotoren ist das direkte Anlassen für Motoren mit Nennleistungen bis 1,4 kW zulässig. Gemäß den technischen Anschlussbedingungen (TAB) der Stromversorger müssen bei Motoren mit größerem Anzugsstrom besondere Anlassverfahren verwendet werden, um den Anzugsstrom zu begrenzen. Die zu verwendenden Anlassverfahren sind mit den jeweiligen Netzbetreiber abzustimmen.

## Die einzelnen Verfahren
Man unterscheidet bei den Anlassverfahren zwischen
- Klassischen Anlassverfahren
- Elektronischen Anlassverfahren
- Anlasshilfen

### Klassische Anlassverfahren
Das direkte Einschalten zählt zwar zu den klassischen Anlassverfahren, ist aber nur bei kleineren Elektromotoren zulässig.
Zur Verkleinerung des Anlaufstromes ergeben sich zwei Möglichkeiten:
- Vergrößerung des Widerstandes
- Verkleinerung der Spannung

Zur Widerstandserhöhung schaltet man entweder Wirkwiderstände als Anlasswiderstände oder Anfahrwiderstände oder spezielle Anlassdrosseln in Reihe zur Statorwicklung. Eine weitere Möglichkeit ist Aufteilen der Statorwicklung in Teilwicklungen. Zur Spannungsverkleinerung werden entweder spezielle Anlasstransformatoren verwendet, oder die Statorwicklungen des Motors werden unterschiedlich miteinander verschaltet.

### Elektronische Anlassverfahren
Bei den elektronischen Anlassverfahren gibt es zwei verschiedene Methoden:
- Sanftanlaufgeräte
- Anfahrumrichter

In Sanftanlaufgeräten wird mittels Phasenanschnittsteuerungen der Anlaufstrom begrenzt. Durch Anfahrumrichter wird der Anlaufstrom mittels Spannungs- und Frequenzstellung geregelt. Es ist das anspruchsvollste gerätemäßige Anlassverfahren.

### Anlasshilfen
Unter bestimmten Anlaufbedingen z. B. Schweranlauf oder bei bestimmten Motoren werden zusätzliche Maßnahmen benötigt, um den Motor anzulassen.

#### Anlasshilfen bei Schweranlauf
Hat die Arbeitsmaschine ein hohes Trägheitsmoment, dann dauert es lange, bis die Betriebsdrehzahl erreicht ist. Man spricht vom Schweranlauf. In der Anlaufphase ist der Motor durch hohe Betriebsströme gefährdet. Man kann zwischen Motor und Arbeitsmaschine eine Kupplung so anordnen, dass der Motor schnell auf Betriebsdrehzahl kommt und die Arbeitsmaschine erst allmählich diese Drehzahl übernimmt. Man spricht von Anlaufkupplungen. Als Anlaufkupplungen eignen sich Fliehkraftkupplungen, hydrodynamische Kupplungen und Induktionskupplungen.

#### Anwurfmotoren
Für sehr große Drehstrommotoren oder für bestimmte Motoren verwendet man kleine Anwurfmotoren, die den großen Motor im unbelasteten Zustand auf Drehzahl bringen, und erst nach dem Hochfahren wird der größere Motor eingeschaltet. Diese Anlasshilfe lässt sich nur im Leerlauf anwenden.

### Verringern der Last
Alternativ kann die Last während des Anlaufens verringert werden.

#### Turbokupplung
Zwischen Last und Motor ist eine Turbokupplung verbaut. Während der Motor hochläuft ist die Kupplung ohne Öl und der Motor läuft an. Hat der Motor seine Leerlaufdrehzahl erreicht wird die Kupplung mit Öl gefüllt und die Last läuft langsam an.

### Leitschaufelverstellung
Bei Pumpen werden die Leitschaufel so gestellt, dass die Pumpe keine Förderleistung hat. Hierdurch ist der Leistungsbedarf verringert. Wenn die Pumpe Nenndrehzahl erreicht hat, wird die Fördermenge erhöht.

## Anlassen von Drehstrommotoren
Für die jeweiligen Drehstrommotoren kommen unterschiedliche Anlassverfahren zur Anwendung.

### Anlassen von Käfigläufermotoren
Für das Anlassen von Käfigläufermotoren steht eine Vielzahl von Möglichkeiten zur Verfügung.
- Direktes Anlassen
- Stern-Dreieck-Anlauf
- Teilwicklungsanlauf
- Anlassen mittels Ständeranlasser
- Anlassen mittels Anlasstrafo
- Anlassen mittels elektronischer Anlassverfahren
- Anlassen mit Anwurfmotor

Quelle:

#### Direktes Anlassen
Am öffentlichen Netz ist das direkte Anlassen nur bei kleineren Kurzschlussläufermotoren möglich. Eine Ausnahme bilden Motoren mit Stromverdrängungsläufer und Motoren mit Widerstandsläufer. Die Hochlaufzeiten für Normalanlauf liegen zwischen 0,2 und 5 Sekunden, bei Schweranlauf sind Hochlaufzeiten bis 30 Sekunden möglich. Der direkte Anlauf ist für Schweranlauf geeignet.

#### Stern-Dreieck-Anlauf

Stern-Dreieck-Schaltung

Der Stern-Dreieck-Anlauf ist das am häufigsten verwendete Anlassverfahren. Durch diese Methode wird der Anlaufstrom auf ein Drittel gegenüber dem direkten Anlauf reduziert. Nachteilig ist, dass auch das Anlaufmoment auf ein Drittel reduziert wird. Die Hochlaufzeit beträgt bei Normalbedingungen 2 bis 15 Sekunden; bei Schweranlauf sind Hochlaufzeiten bis 60 Sekunden möglich. Der Stern-Dreieck-Anlauf ist aufgrund des reduzierten Drehmoments für Schweranlauf nicht geeignet.

#### Teilwicklungsanlauf
Für diese Anlassmethoden werden spezielle gewickelte Motoren mit gesplitteten Spulen benötigt. Eingesetzt wird dieses Verfahren bei großen Kälteanlagenkompressoren mit Spezialmotoren.

#### Anlassen mittels Ständeranlasser
Dieses Anlassverfahren entspricht im Allgemeinen der Inbetriebsetzung von Gleichstrommotoren. Beim Ständeranlasser werden entweder Anlasswiderstände oder Anlassdrosseln in den Statorkreis geschaltet. Der Ständeranlasser wird entweder vor der Ständerwicklung oder bei Sternschaltung des Motors in den geöffneten Sternpunkt geschaltet. Diese Ständeranlasser werden auch Sternpunktanlasser genannt. Nach dem Hochlaufen des Motors wird der Ständeranlasser überbrückt. Ständeranlasser mit Widerständen gibt es als stufig schaltbare Festwiderstandsanlasser oder auch als Flüssigkeitsanlasser. Durch die Anlasswiderstände wird auf Grund des Spannungsverlustes an den Widerständen die Statorspannung herabgesetzt und dadurch der Einschaltstrom verringert. Nachteilig dabei ist, dass das Drehmoment gleichzeitig quadratisch mit der Spannungssenkung abfällt.
Anstelle des Anlasswiderstandes wird auch oftmals eine spezielle Drosselspule in die Motorleitung geschaltet. Die Schaltungsvarianten sind genauso wie beim Anlasser mit Anlasswiderstand. Durch Anlaufdrosseln werden kurzzeitige Netzeinbrüche, besonders in schwachen Netzen, vermieden. Außerdem werden störende Netzrückwirkungen verringert. Nachteilig ist die Leistungsfaktorverschiebung, die durch die zusätzliche Induktivität entsteht. In der Praxis lässt sich der Anlaufstrom mit diesem Anlassverfahren kaum unter 50 % senken. Es ist für Schweranlauf nicht geeignet. Die Anlaufzeit bei Normalanlauf liegt zwischen 2 und 20 Sekunden. Allerdings ist dieses Verfahren immer dann vorteilhaft, wenn es durch den Umschaltvorgang nicht zu einer temporären Stromunterbrechung und den damit verbundenen Umschaltstromspitzen kommen darf.

Schaltung mit Ständeranlasser
Schaltung mit Sternpunktanlasser

#### Anlassen mit Anlasstransformator
Bei diesen Anlassverfahren wird vor die Ständerwicklung ein Anlasstransformator geschaltet ("Korndörfer-Schaltung"), mit welchen die Motorspannung verringert wird. Als Anlasstransformator werden Spartransformatoren mit einer begrenzten Einschaltdauer verwendet. Nach dem Hochlaufen des Motors wird der Transformator abgeschaltet. Das Anlaufmoment des Motors ist bei diesem Verfahren wesentlich größer als beim Anschluss mit Ständeranlasser. Damit der Motor sicher hochlaufen kann, wird die Spannung soweit gesenkt, dass der Motor ein Anlaufmoment liefert, das 10 bis 15 % über dem Drehmomentbedarf der anzutreibenden Maschine liegt. Die Hochlaufzeit bei Normalanlauf liegt zwischen 2 und 20 Sekunden, bei Schweranlauf kann die Hochlaufzeit durchaus 60 Sekunden betragen. Da die Anlassmethode das Netz nur wenig belastet, eignet sie sich vor allem bei Hochspannungsmotoren oder bei Motoren mit großen Leistungen in so genannten weichen Spannungsversorgungsnetzen. Schweranlauf ist aufgrund der langen Hochlaufzeiten nur bedingt möglich. Nachteilig sind auch die hohen Investitionskosten für den Transformator, die aber immer noch geringer sind, als beispielsweise die Kosten für einen Anfahrumrichter.

Korndörfer-Schaltung: Schaltung mit Anlasstransformator
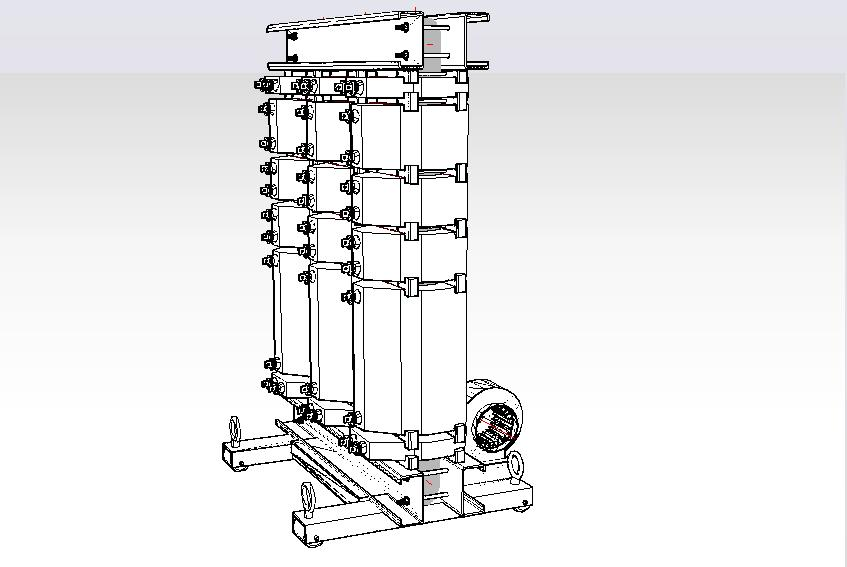
Beispieldarstellung eines Anlass-Spartransformators für Anfahrleistungen im Bereich einiger MVA
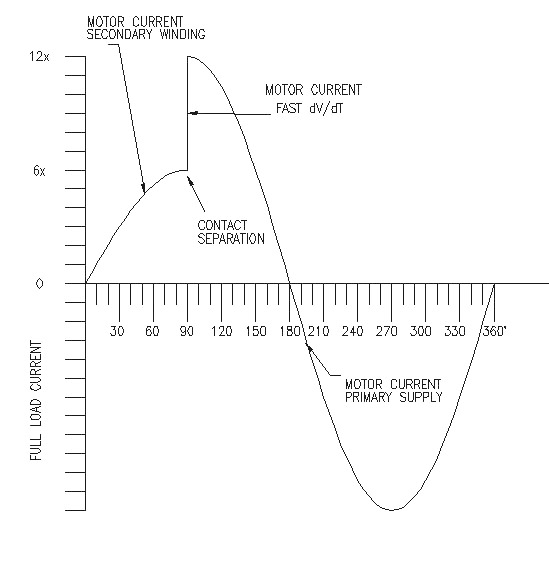
Motorstromverlauf beim Schalten einer Regelstufe eines Anlasstransformators

#### Anlassen mittels elektronischer Anlassverfahren
Für das Anlassen vom Drehstromkurzschlussläufermotoren eignen sich sowohl Sanftanlaufgeräte, als auch Anfahrumrichter. Die Hochlaufzeit unter Normalbedingungen liegt zwischen 0,5 und 10 Sekunden, bei Schweranlauf steigt sie bis auf 60 Sekunden an. Sanftanlaufgeräte sind nur bedingt für Schweranlauf geeignet. Mit Anfahrumrichter ist das Anlaufmoment des Motors in weiten Grenzen den Lastbedürfnissen anpassbar.

#### Anlassen mit Anwurfmotor
Bei Kurzschlussläufermotoren mit großer Leistung werden zum Anlassen Anwurfmotoren verwendet. Dazu wird der große Kurzschlussläufermotor mit einem kleineren Gleichstrommotor oder einem Schleifringläufermotor bis auf die synchrone Drehzahl des großen Motors hochgefahren. Anschließend wird der große Kurzschlussläufermotor an das Netz geschaltet, der Anwurfmotor wird abgekuppelt und ausgeschaltet. Der angeworfene große Motor fällt nun in den Asynchronismus zurück. Ein hoher Einsatzschaltstrom wird durch diese Anlassmethode vermieden. Nachteilig ist der zusätzliche Aufwand an Schaltgeräten.

### Anlassen von Schleifringläufermotoren

Anschluss der Widerstände für den Anlauf, bei Nenndrehzahl auf Kurzschluss

Bei Schleifringläufermotoren erfolgt das Anlassen überwiegend mittels Läuferanlasser. Die Umschaltung der einzelnen Widerstandsstufen erfolgt meistens automatisch. Bei kleineren Motoren werden handbetriebene Anlassschalter verwendet. Dabei kommt es aber oft durch zu frühes Umschalten zur nächsten Anlasserstufe zu einer erhöhten Motorstromaufnahme. Da die Anlasswiderstände nicht für Dauerbetrieb ausgelegt sind, können sie sich unzulässig hoch erwärmen. Dieses Anlassverfahren wird nur bei großen Schleifringläufermotoren verwendet. Kleinere Schleifringläufermotoren werden mittels Anfahrumrichter angelassen. Größere Schleifringläufermotoren werden aufgrund von Netzrückwirkungen weiterhin mit dem Klassischen Anlassverfahren angelassen. Schleifringläufermotoren sind sehr gut für Schweranlauf geeignet.

### Anlassen von Drehstromsynchronmotoren
Für Drehstromsynchronmotoren eignen sich die drei Anlassmethoden:
- Anlassen mit Anwurfmotor
- Anlassen mit Anwurfkäfig
- Anlassen mit Anfahrumrichter

Quelle:
Bei leer laufenden Antrieben kann der Synchronmotor mit einem kleineren Drehstromasynchronmotor als Anwurfmotor hochgefahren werden. Anschließend wird der Synchronmotor mit dem Netz synchronisiert. Der Anwurfmotor wird anschließend abgekuppelt und abgeschaltet. Mit dieser Methode ist Schweranlauf nicht möglich. Bei einigen Synchronmotoren ist ein zusätzlicher Anwurfkäfig eingebaut. Das Anfahren über diesen Anwurfkäfig ist vergleichbar mit dem Anlassen mittels Anwurfmotor. Die Käfigwicklung des Anwurfkäfigs wirkt während des Betriebes gleichzeitig als Dämpferwicklung. Auch damit ist kein Schweranlauf möglich. Müssen Drehstromsynchronmotoren unter Last angelassen werden, ist das mittels Anfahrumrichter möglich. Der Drehstromsynchronmotor wird dazu mit steigender Frequenz angelassen.

## Anlassen von Wechselstrommotoren
Große Wechselstrommotoren werden entweder mit Anlasswiderständen oder Sanftanlaufgeräten angelassen.

## Anlassen von Gleichstrommotoren
Das direkte Einschalten ist nur bei kleineren, dauermagneterregten Gleichstrommotoren möglich. Bei größeren Maschinen würde das direkte Einschalten nicht nur das Netz stark belasten, sondern der hohe Einschaltstrom kann den Motor beschädigen. Deshalb ist es erforderlich, die Spannung zu senken. Das geschieht am Netz mit konstanter Gleichspannung, zum Beispiel bei Gleichstrombahnen, mittels stufig schaltbarer Anlasswiderstände die direkt vor die Ankerwicklung geschaltet werden. Der Anlasswiderstand wird so dimensioniert, dass der Anlassstrom auf den Motornennstrom begrenzt wird. Durch den Ankerkreisvorwiderstand wird zwar der Ankerstrom verkleinert, gleichzeitig verringert sich auch das Anlaufdrehmoment des Motors. Nachteilig dabei ist die Verlustleistung, die in den Widerständen entsteht. Bei sehr großen Motoren würde der Anlasswiderstand enorme Größen annehmen, deshalb wird bei diesen Maschinen über einen Leonardumformer eine variable Gleichspannung erzeugt. Nachteilig ist dabei der niedrige Wirkungsgrad des Umformers sowie die hohen Anschaffungs- und Wartungskosten. Trotzdem werden Leonardumformer, z. B. an Baukränen auch zur Drehzahlsteuerung, heute noch verwendet. Bei modernen Gleichstromantrieben wird der Anlassstrom mittels Stromrichterspeisung begrenzt. Dabei wird mit Hilfe einer Thyristorsteuerung eine veränderbare Gleichspannung erzeugt. Da die Umwandlung in die Gleichspannung direkt aus dem Drehstromnetz geschieht, nennt man diese Methode auch Direktspeisung.

## Sonstige Anlassverfahren
Neben den Anlassverfahren, die zur Anlaufstrombegrenzung benötigt werden, gibt es auch Verfahren, die anderen Zwecken dienen. Die KUSA-Schaltung dient dazu, bei Drehstromkurzschlussläufermotoren einen sanften, ruckfreien Anlauf zu ermöglichen. Um bei Drehstromkurzschlussläufermotoren, die mit der Steinmetzschaltung betrieben werden, ein höheres Anlaufdrehmoment zu erzeugen, wird während der Hochlaufphase ein Anlaufkondensator parallel zum Betriebskondensator geschaltet.